# Лос-Рокес (архипелаг)
Архипелаг Лос-Ро́кес (исп. Los Roques) — Федеральные владения Венесуэлы, состоящие из 350 островов, рифов и маленьких островков. Архипелаг находится в 166 км к северу от побережья и имеет общую площадь 40,61 км².
Благодаря богатому разнообразию водной флоры и фауны правительство Венесуэлы в 1972 году объявило архипелаг Лос-Рокес национальным парком.

## География
Лос-Рокес имеет структуру атолла, довольно редкую в Карибском бассейне, но характерную для Тихого океана — с внешним барьером, образованным кораллами, защищающим архипелаг от сильных течений, а также мелководной лагуной с песчаным дном.
Средняя глубина архипелага составляет 8—10 м с максимумом в 50 метров. Подобно архипелагам Орчила и Лас-Авес, Лос-Рокес отделён от континентальной платформы проливами с глубиной свыше 1000 метров в 2—3 километрах от архипелага. Территория большинства атоллов сравнительно мала. Cayo Grande имеет площадь 15,1 км² и является самым большим в архипелаге, а Visqui или Pulguita площадью 0,001 км² входят в число наименьших. Многие из наименьших атоллов находятся в состоянии формирования, и они видны как песчаные банки с отсутствующей растительностью. На других атоллах растут мангровые деревья и у многих из них есть обширные пляжи белого песка на подветренной стороне (вопреки ветру), как например на Carenero или Cayo Agua.
Перечень наиболее крупных островов:
- Группа островов к северу от La Ensenada:
  - Гран-Роке
  - Mamusquí
  - Cayo Francisqui
  - Cayo Nordisquí
  - Cayo Pirata
  - Ratiquí
  - Madrisquí
  - Cayo Simea
  - Cayo Noronquí
  - Loranquises
  - Cayo Crasquí
  - Isla Agustín
  - Loco
  - Cayo Rabusquí
  - Burquí
  - Cayo Blanca España
  - Cayo Espenquí
  - Cayo Los Canquises
  - Isla Larga o Cayo Lanquí
  - Yonquí
  - Sarquí
  - Cayo Carenero
  - Cayo Felipe
  - Cayo Sardina
  - Purquí
  - Pelona
  - Mosquitoquí

- Группа островов к востоку от La Ensenada:
  - Cayo Cuchillo
  - Cayo La Maceta
  - Bubies
  - Cayo Los Castillos
  - Cayo Ciempiés
  - Isla de Muerto
  - Buchuiyaco

- Группа островов к западу от La Ensenada:
  - Cayo Selesquí
  - Cayo Bequevé
  - Cayo de Agua
  - Dos Mosquises
  - Pelona de Cayo de Agua
  - Peloncita

- Группа островов к югу от La Ensenada:
  - Cayo Sal
  - Cayo Nube Verde
  - Cayo Grande

- Другие:

Ratas, Francia, Sargo, La Tiñosa, Pepino de Mar, Envenenado, Mosquito, Carbón, Carbonero, Guarura, Boca Grande, Zancudo, Garrapatero, Chipí-Chipí.
Воды, окружающие архипелаг, очень прозрачные и лишены питательных веществ. Прозрачность воды связана с двумя основными причинами. Первая — большое расстояние между материком и архипелагом. Это предотвращает его от воздействия осадочных пород из рек, которые дают большое количество ила и органических веществ, ответственных за уменьшение прозрачности воды у побережья материка. Вторая причина — воды архипелага имеют низкую производительность и низкий уровень питательных веществ, в отличие от вод Карибского моря у восточного побережья Венесуэлы, где органическое вещество, хранящееся на дне моря, смешивается с поверхностными водами, делая их насыщенными питательными веществами, но в то же время более холодными и не такими прозрачными.

## Климат

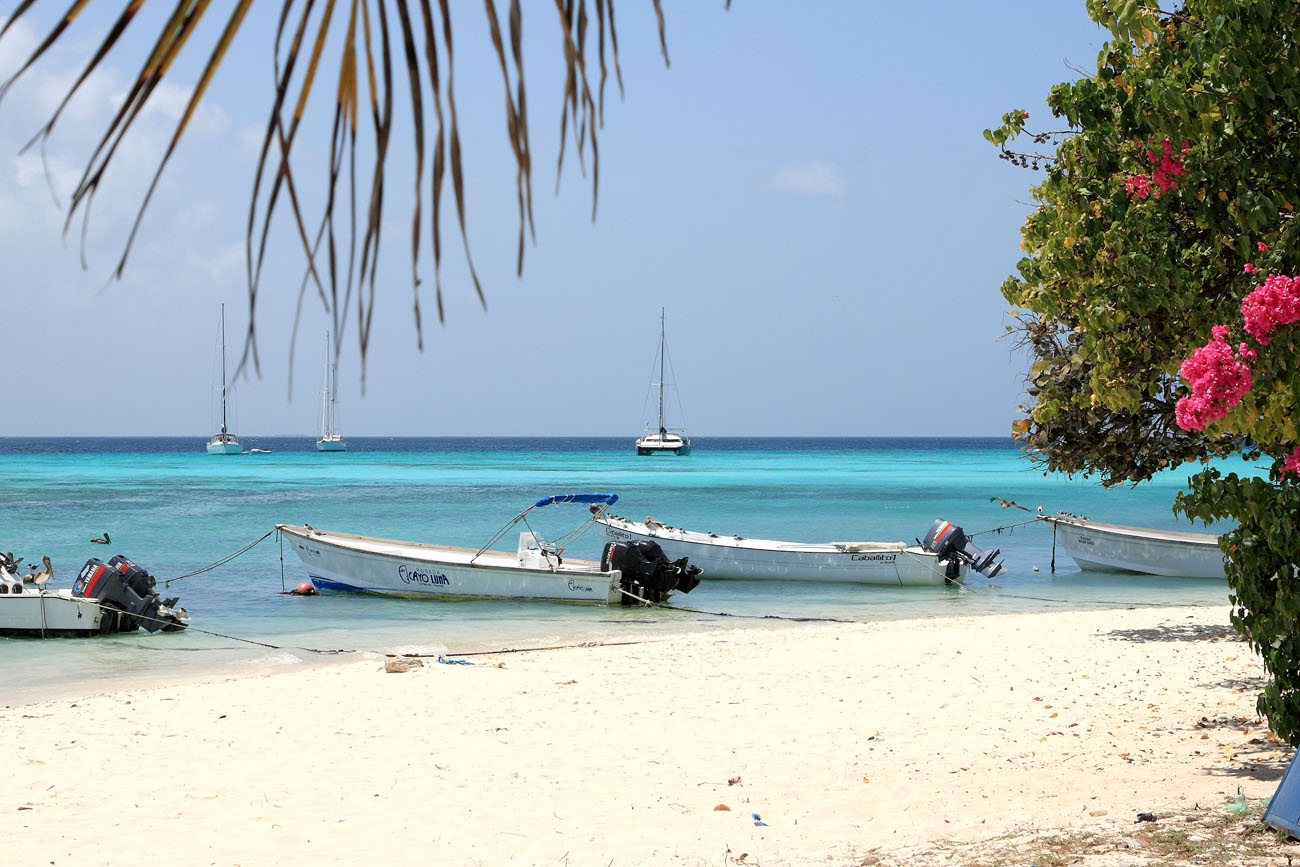
Гран-Роке

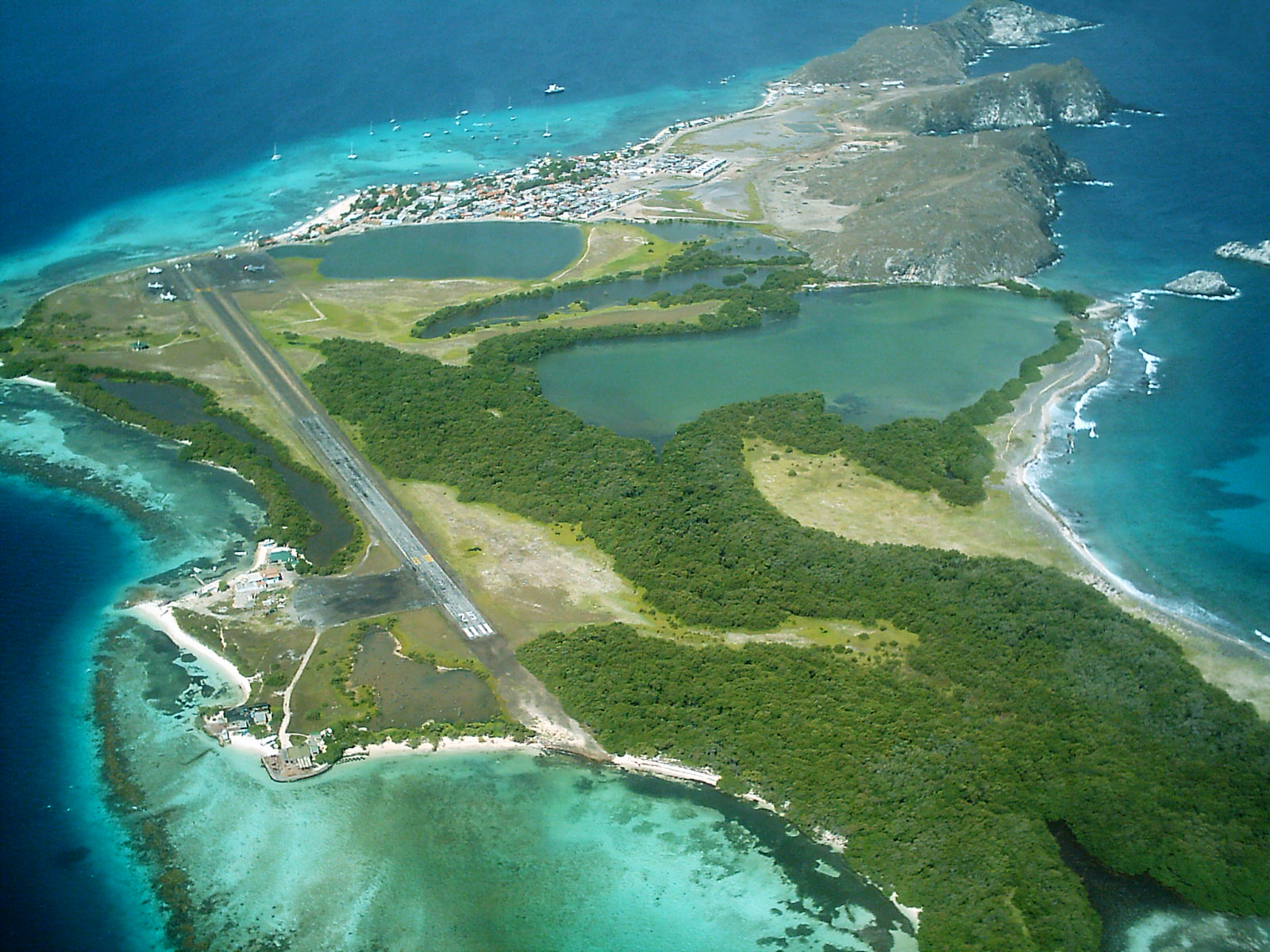
Остров Gran Roque

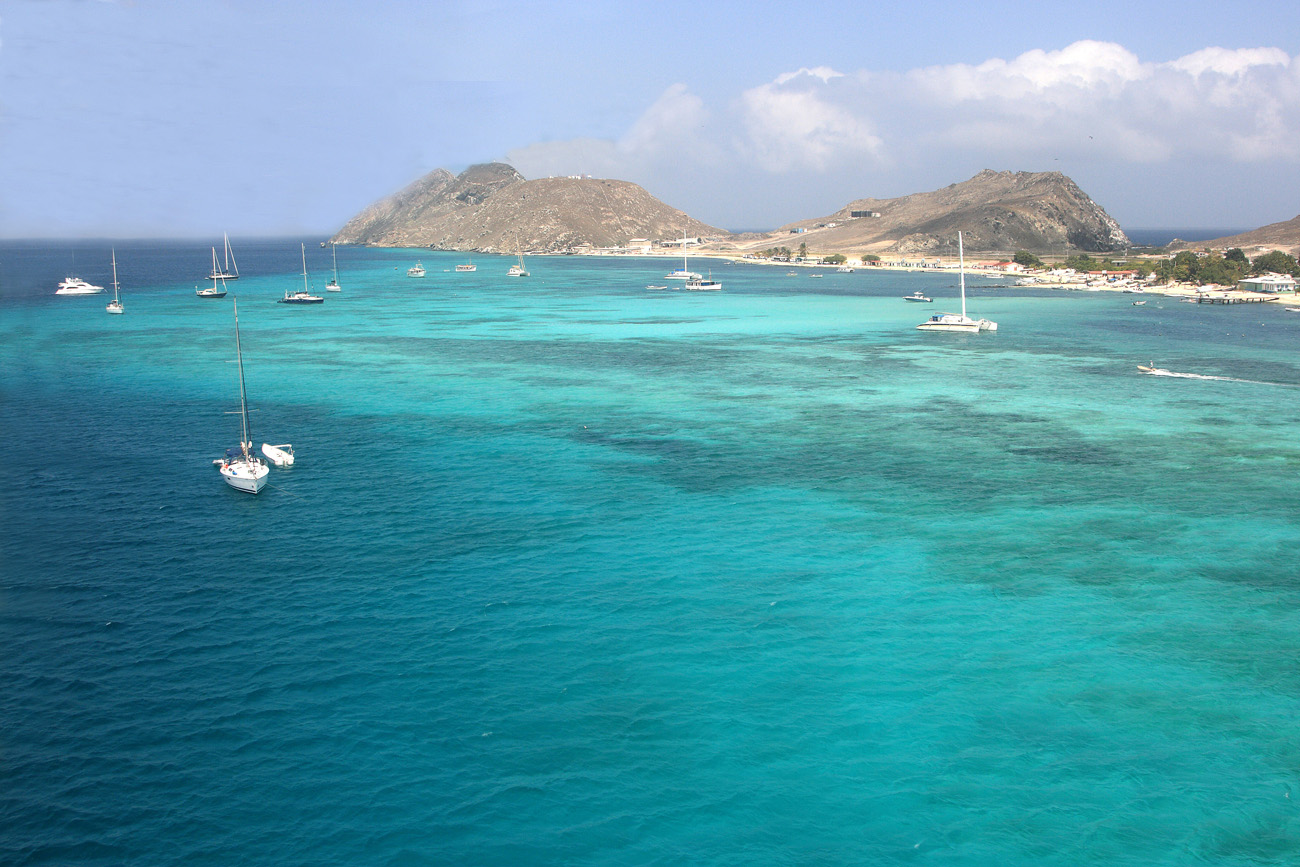
На подлете к Гран-Роке

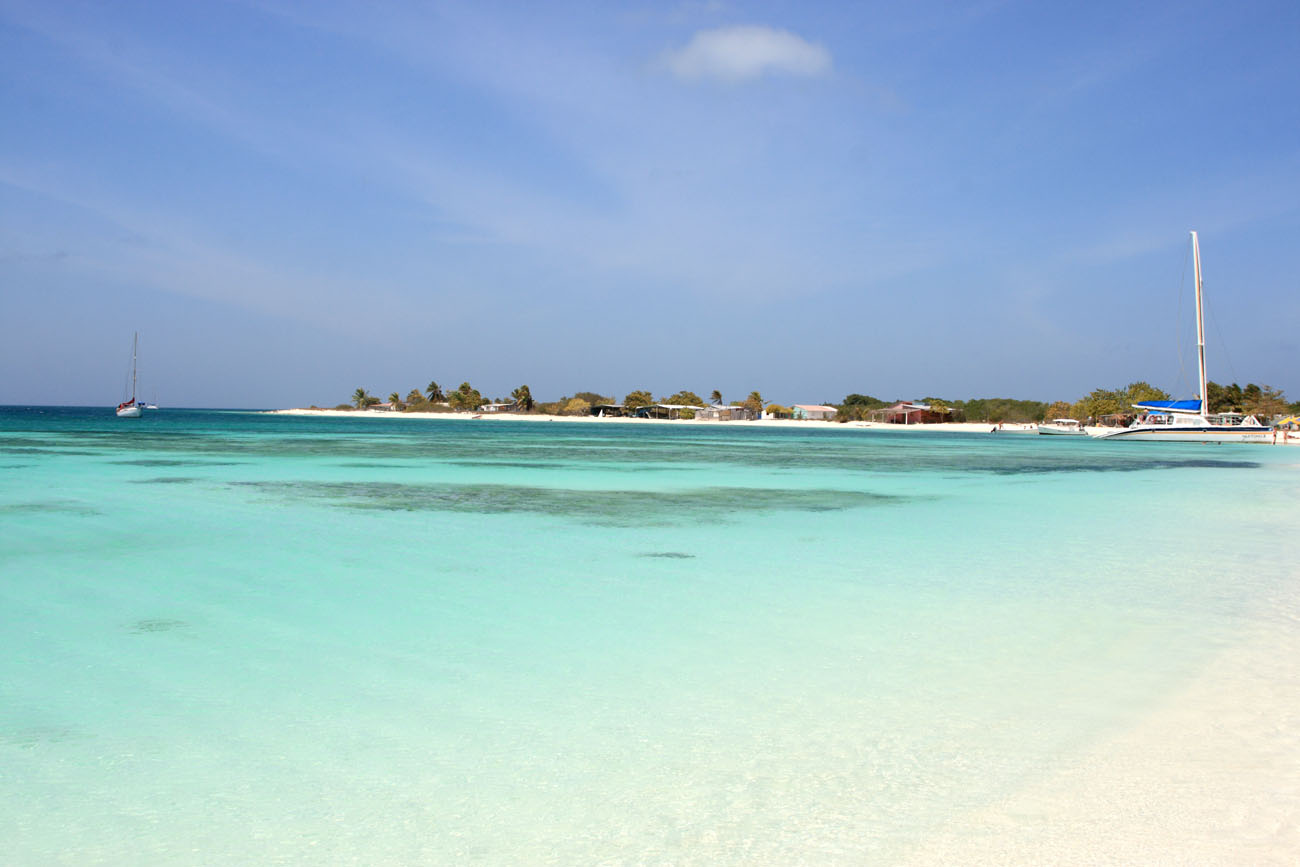
Остров Crasquí

Климат на архипелаге сухой и жаркий, что является результатом влияния пассатов, дующих со средней скоростью 21,8 км/ч. Минимум наблюдается в ноябре — 19 км/ч, максимум — 25,2 км/ч — в июне; максимальная скорость до 47 км/час. Средняя относительная влажность воздуха составляет 83 %. Минимум осадков приходится на апрель (6,6 мм), максимум в ноябре (52,2 мм). Среднегодовая температура составляет 27,7 °С со среднемесячными минимумом 26,2 °C в июне/январе и максимумом 28,2 °C в сентябре. Температура воды колеблется от 25 до 30 °С с минимумом с января по февраль и максимумом с июня по октябрь.

## Флора и фауна
Из-за экстремальных условий окружающей среды и отсутствия пресной воды, наземных животных на архипелаге мало. Список ограничивается некоторыми видами игуан, ящериц, пауков и насекомых. Однако архипелаг обладает богатым водным миром: здесь обитает 280 видов рыб, 200 видов ракообразных, 140 видов моллюсков, 61 вид кораллов, 60 видов губок и 45 видов ежей и морских звёзд. Водятся дельфины, киты, скаты и черепахи.
Наиболее распространёнными животными являются морские черепахи (зелёная черепаха), гигантский стромбус (Strombus gigas), карибские лангусты или колючие омары (Panulirus argus), а также типичные рыбы коралловых рифов. Лос-Рокес является местом зимовки около 50 видов перелётных птиц из Северной Америки. Наиболее распространёнными видами птиц являются: американский бурый пеликан (Pelecanus occidentalis), красноногая олуша (Sula sula), бурая олуша (Sula leucogaster) и ацтекская чайка (Larus atricilla). Есть также некоторые колонии красного фламинго (Phoenicopterus ruber).
На архипелаге регулярно выводят потомство четыре вида черепах, которые находятся под угрозой исчезновения: черепаха логгерхед (Caretta caretta), зелёная черепаха (Chelonia mydas), кожистая черепаха (Dermochelys coriacea) и бисса (Eretmochelys imbricata).
Из растительности на архипелаге присутствует несколько видов мангровых: ризофора мангле (Rhizophora mangle), авиценния (Avicennia germinans), белый мангр (Laguncularia racemosa) и конокарпус прямостоячий (Conocarpus erectus), обширные пространства морских растений талассия черепаховая (Thalassia testudinum), галофиты, сезувиум портулаковидный (Sesuvium portulacastrum), опунция (Opuntia caribea) и мелокактус голубовато-серый (Melocactus caesius).

## История

### Доколониальные времена
Согласно свидетельствам, обнаруженным на атоллах, первые люди ступили на Лос-Рокес около 2000—3000 лет назад. Именно деятельности древнего человека приписывают большие горы раковин, найденных на многих атоллах и почерневших со временем. Эти люди не знали ни о сельском хозяйстве, ни о глиняной посуде. Возможно, они были охотниками и собирателями, прибывшими с материка или островов Кюрасао и Аруба к западу от Лос-Рокес для ловли гигантского стромбуса. На текущий момент об этих людях информации очень мало.
В начале второго тысячелетия н. э. на острова прибыли первые носители керамики: культура, известная как Ocumaroid. Это были фермеры и рыбаки, прибывшие из заливов венесуэльского побережья. Помимо большого количества горшков и другой керамики, они привезли с собой глиняную посуду, украшенную яркими параллельными линиями и треугольниками. Эти люди выбрали для поселения маленький остров Dos Mosquises Norte, расположенный на юго-западе архипелага. Это единственное известное поселение культуры Ocumaroid на венесуэльской территории. Они привозили в поселение питьевую воду, горшки, овощи, фасоль, личные ювелирные изделия, а также статуэтки мужчин и женщин, сделанных из глины. При возвращении на материк они везли сушёных моллюсков, солёное мясо черепах и рыб, а также раковины гигантского стромбуса.
Около 1300 года нашей эры другая группа, известная, как Valenciaoids, прибыла на каноэ на архипелаг Лос-Рокес из поселений около озера Валенсия на материке и создала довольно большое поселение на юге острова Dos Mosquises. Вокруг озера Валенсия и на архипелаге Лос-Рокес были найдены тысячи маленьких керамических статуэток. Около 25 % всех известных статуэток, оставленных этими людьми, были найдены на острове Cayo Dos Mosquises. 382 статуи, изображающие мужчин и беременных женщин, а также найденные здесь же устройства для розжига огня, курительные трубки и кости млекопитающих позволяют предположить, что эти объекты использовались в качестве важных подношений или принадлежностей в ритуалах.
Раскопки на Dos Mosquises и других островах предоставили ценную информацию о том, на что походила жизнь в этих поселениях. Считается, что острова посещали главным образом мужчины и юноши подросткового возраста из числа шаманов, племенных королей и членов высокого социального сословия, таких как воины. Также известно, что женские статуи представляли другие верования, отличающиеся от тех, которые были на материке. Эти статуи отпугивали сверхъестественные силы, связанные с морем и существами, обитающими в нём, а также метафорически играли социальную роль женщин, которые отсутствовали на острове.
Поселения Valenciaoids были распределены среди 25 островов архипелага Лос-Рокес. Однако крошечный остров Dos Mosquises был выбран народом Valencioids в качестве транспортного и церемониального центра. На текущий момент достоверно неизвестно, почему песчаный маленький остров получил такое большое внимание со стороны народностей области озера Валенсия. Однако независимо от причины большое количество объектов, найденных на этом острове, так же как очевидный церемониальный характер археологических находок, делают его одним из самых «священных» островов в Карибском бассейне и доколониальной Латинской Америке.

### Колониальные времена
О деятельности человека на Лос-Рокес в ходе европейского завоевания территории нынешней Венесуэлы известно мало. Считается, что эти острова были замечены европейскими мореплавателями ещё до их официального открытия, но только в 1589 году губернатор венесуэльской провинции приказал формально взять во владение эти острова от имени Испании и её колоний. На пляжах архипелага Лос-Рокес и других венесуэльских островах были установлены деревянные кресты и проведена месса. Эти действия, возможно, были продиктованы необходимостью укрепления венесуэльского побережья от постоянных набегов пиратов. Однако последующих эффективных действий не последовало. Фактически, в колониальные времена эти острова никогда не были частью социально-экономической структуры материковой провинции. В результате пренебрежения со стороны властей Лос-Рокес и другие прилегающие острова посещали искатели жемчуга и пираты. Первые не нашли жемчуга на Лос-Рокесе, а вторые нашли хорошее убежище и пляжи для ремонта своих судов.
В течение XVI века и вплоть до XVIII века соль была одним из наиболее востребованных товаров на мировых рынках. Её разработка на венесуэльских соляных шахтах строго контролировалась колониальными властями. Соляные шахты на острове Cayo Sal, расположенном на юго-западе архипелага Лос-Рокес, существовали ещё в доколониальные времена. Однако только в XVIII веке колониальные власти создали небольшую таможню на острове для взимания платы за добычу этого ресурса. В западной части острова ещё остались плотины, построенные из коралловых камней, пересекающие внутренние лагуны и облегчающие производство соли. На берегах одной из этих лагун было найдено большое количество коралловых камней, которые, как оказалось, были фундаментом небольшого деревянного прямоугольного дома. Позади дома были найдены остатки пищевых отходов, фрагменты испанской керамики, столовые приборы, горшки и инструменты. Эти находки указывают на то, что здесь находилась упомянутая таможня XVIII столетия.

### Современная история
Во второй половине XIX века произошло резкое возрождение национального интереса к архипелагу Лос-Рокес и другим венесуэльским островам в Карибском море. Этот интерес был вызван множеством причин. С одной стороны, ускоренный индустриальный и технический прогресс создали внутренний и международный спрос на многие островные ресурсы: мангровое дерево, используемое в качестве топлива для пароходов; птичий помёт гуано, используемый в качестве удобрения в северных странах, и известняк, используемый в строительстве. С другой стороны, острова стали часто посещать местные и иностранные натуралисты, предоставившие мировому сообществу богатый научный материал. К примеру, сейчас известно, что к концу XIX века фламинго делали гнезда в нескольких местах на архипелаге. Сегодня же фламинго только прилетают на Лос-Рокес, но не гнездятся.
В 1871 году президент Антонио Гусман Бланко декретом создал Territorio Colon (Территорию Колумба), которая включала Лос-Рокес и другие соседние острова. Остров Гран-Роке стал центром территории. Четыре года спустя соль, извлекаемая на Лос-Рокес, была объявлена национальным ресурсом. Однако Лос-Рокес так и не удалось включить в социально-экономическую жизнь — амбициозные планы президента Бланко так никогда и не осуществились. То же самое произошло и с планом заселить остров Гран-Роке семьями рыбаков и посадить на островах тысячи кокосовых пальм.
Остров Гран-Роке не был ни постоянным местом нахождения власти, ни процветающей рыбацкой деревней. Единственное монументальное свидетельство того периода истории — старый маяк, сохранившийся до наших дней. Построенный между 1870 и 1880 гг., он был сделан из кораллового камня и обожжённого известняка с островов. Маяк был наделён системой освещения с дальностью 35 миль. С течением времени он стал неотъемлемой частью пейзажа острова Гран-Роке.
Добыча соли доминировала в экономической деятельности архипелага и в конце XIX века. Эту отрасль возглавлял голландец Корнелиус Бойе, являющийся также натуралистом. Другой деятельностью, развитой на Лос-Рокес в течение XIX века, была добыча древесины мангрового дерева. Пароходы часто останавливались здесь в поисках древесины для котлов. Остановка на Лос-Рокес была удобна, поскольку древесина присутствовала здесь в изобилии и была дешева, а иногда и бесплатна. О другой деятельности, проводимой здесь, известно немного — это производство известняка и древесного угля. Согласно свидетельствам, производство осуществлялось людьми с голландского острова Кюрасао в чрезвычайно трудных условиях.
В начале XX века эпидемия бубонной чумы в Ла-Гуайра привела к тому, что венесуэльское правительство объявило остров Гран-Роке местом карантина.
20 июля 1938 года острова были объединены в Федеральные владения Венесуэлы, а 8 августа 1972 г. архипелаг признан национальным парком.

## Демография
Население Лос-Рокес в основном сосредоточено на острове Гран-Роке и в меньшей степени на прилегающих атоллах. По различным оценкам в 1941 году на архипелаге проживало около 484 человек, к 1950 году число людей достигло 559 и к 1987 г на архипелаге жило 663 постоянных жителя. Согласно венесуэльской переписи населения в 2001 году на архипелаге проживало 1209 жителей, а по переписи 2011 года число жителей состоит из 1471 человек.
Рост населения сдерживается из-за ограничений, связанных с объявлением архипелага национальным парком в 70-е годы. Большинство населения состоит из выходцев с о. Маргарита, прибывших на архипелаг главным образом с целью рыбной ловли в начале XX века, а также небольших групп иностранцев (в основном итальянцев).
Ежегодно архипелаг посещает около 70 000 туристов, многие из которых приезжают только на выходные дни из Каракаса.

## Туризм
За прошедшие 20 лет туризм заменил лов рыбы в качестве главной экономической деятельности. Местные жители не были вовлечены в туризм вплоть до 1990 года. Прежде, богатые венесуэльцы из Каракаса или иностранцы могли купить дом на архипелаге и заниматься туристическим бизнесом. Доступ был ограничен легким воздушным судам и частным лодкам. Aerotuy был единственной коммерческой авиакомпанией, работавшей в Лос-Рокесе в то время. Сегодня более чем 70 000 туристов посещают парк ежегодно. Туризм — важнейшая экономическая сфера в парке. На Гран-Роке в сфере туризма задействовано более 40 % трудоспособного населения. С 1996 по 2001 гг. Autoridad Única de Área (AUA, организация, координирующая функции правительственных учреждений в парке) получала в среднем 400 миллионов боливар ежегодно (приблизительно 400 000 US$) от туристических сборов, оплачиваемых при посещении Лос-Рокес.
Туристы, посещающие Лос-Рокес, имеют богатый выбор для развлечений: прогулки на байдарках, каяках, катамаранах, виндсёрфинг, кайтсёрфинг, сноркелинг, рыбалка, наблюдение за птицами и пешие прогулки. Есть также морской центр исследования черепах, расположенный на Гран-Роке.
Ежегодно на второй неделе сентября проводится праздник Virgen del Valle, а также Фестиваль Лангуста в ноябре, когда начинается сезон рыбной ловли.